# Latalamm
Latalamm är en sjö i Ludvika kommun i Dalarna och ingår i Norrströms huvudavrinningsområde. Sjön har en area på 0,0901 kvadratkilometer och ligger 265,9 meter över havet.

## Delavrinningsområde
Latalamm ingår i det delavrinningsområde (667040-144067) som SMHI kallar för Ovan 667026-144345. Medelhöjden är 290 meter över havet och ytan är 19,05 kvadratkilometer. Det finns ett avrinningsområde uppströms, och räknas det in blir den ackumulerade arean 32,96 kvadratkilometer. Pillisoån som avvattnar avrinningsområdet har biflödesordning 4, vilket innebär att vattnet flödar genom totalt 4 vattendrag innan det når havet efter 294 kilometer. Avrinningsområdet består mestadels av skog (73 procent) och sankmarker (14 procent). Avrinningsområdet har 0,63 kvadratkilometer vattenytor vilket ger det en sjöprocent på 1 procent.